# Obelisc (símbol)
L'obelisc o obelos és un signe de puntuació similar a una creu llatina (†). Es fa servir per indicar una nota a peu de pàgina quan ja s'ha usat l'asterisc i les notes no estan numerades. També es pot usar com a símbol convencional per indicar la mort d'un personatge, per exemple en un arbre genealògic.
El terme obelisc prové del grec ὀβελίσκος (obeliskos), que significa "obelus petit"; d'ὀβελός (obelos) que significa 'graella').
L'obelisc de dos braços (‡), que rep el nom de doble obelisc o diesi, s'utilitza per introduir una tercera nota de peu de pàgina quan ja s'han usat l'asterisc i l'obelisc. L'obelisc triple és una variant amb tres braços que utilitzen els medievalistes per indicar un altre nivell de notació.